# Gare de Futamatagawa
La gare de Futamatagawa (二俣川駅, Futamatagawa-eki) est une gare ferroviaire de la ville de Yokohama, dans la préfecture de Kanagawa, au Japon. La gare est gérée par la compagnie Sōtetsu.

## Situation ferroviaire
La gare de Futamatagawa est située au point kilométrique (PK) 10,5 de la ligne principale Sōtetsu. Elle marque le début de la ligne Sōtetsu Izumino.

## Histoire
La gare a été inaugurée le 12 mai 1926.

## Services aux voyageurs

### Accès et accueil
La gare dispose d'un bâtiment voyageurs, avec guichets, ouvert tous les jours.

### Desserte
- Ligne principale Sōtetsu :
  - voies 1 et 2 : direction Yamato et Ebina
  - voies 3 et 4 : direction Nishiya (interconnexion avec la ligne Shin-Yokohama pour Hazawa Yokohama-kokudai et Shinjuku) et Yokohama
- Ligne Izumino :
  - voie 2 : direction Shōnandai